# Ansager
Ansager er en by i Sydvestjylland med 1.296 indbyggere  (2025), beliggende 15 km sydvest for Grindsted, 17 km sydøst for Ølgod og 24 km nordøst for kommunesædet Varde. Byen hører til Varde Kommune og ligger i Region Syddanmark.
Ansager hører til Ansager Sogn. Ansager Kirke, som er fra 1200-tallet med tilbygninger i 1700-tallet og 1800-tallet, ligger i byen.

## Faciliteter
Ansager Skole har 198 elever, fordelt på 0.-9. klassetrin, hovedsagelig i ét spor. Skolen blev i 2003 ombygget, så den er delt i to afdelinger: 0-4. klasse og 5.-9. klasse. Børnehaven Naturligvis har 47 børn og 8 ansatte.
Skovlund-Ansager Hallen ligger i Ansagers nordvestlige udkant, kun 4 km fra Skovlund. Hallen er på 44 x 24 meter og har plads til 500 tilskuere under opvisninger eller 800 personer ved borde. Desuden findes en multihal og et mødelokale til 60 personer. Ansager Idrætsforening (Ansager IF) tilbyder fodbold, håndbold, badminton og gymnastik. Børne- og ungdomsorganisationen FDF har en aktiv kreds med kredshus i byen.
Ansager Musik Hotel fik 7 nye værelser på 1. sal i 2017. Byen har Dagli'Brugs, købmand, kro, pizzaria, catering, plejecenter, lægehus og dyrehospital.

## Historie
Navnet Ansager kommer dels af det olddanske navn Anund, dels af ager som betyder "dyrket mark".

### Ansager Mølle
Ansager Å løber syd for byen, og omkring år 1600 blev der bygget en vandmølle. Ansager Mølle fungerede som kornmølle frem til midten af 1800-tallet, og siden som brænderi og mejeri. Det blev fra 1883 drevet af møllens vandkraft indtil andelsmejeriet blev opført i 1897. I 1907 købte byens beboere møllen for at omdanne den til elektricitetsværk for byen og dens nærmeste omegn. Som sådan fungerede den til 1964. Senere blev den skofabrik. Teaterforeningen Optimisterne brugte møllen som kultursted 2002-16.

### Landsbyen
I 1904 beskrives Ansager således: "Ansager (c. 1340: Anzakær, Ansaker) med Kirke, Præstegd., Skole, Missionshus (opf. 1888), Sparekasse (opr. 1885...Antal af Konti 349), Andelsmejeri, Vandmølle og Kro;" Det lave målebordsblad fra 1900-tallet viser desuden telefoncentral, bageri, lægebolig og jordemoderhus. Telefonkablet blev trukket i 1903 fra Tistrup over Skovlund og Ansager til Stenderup. Lægen kom til byen i 1904, en dyrlæge i 1907. Skolen blev bygget i 1909. Det første marked i byen blev afholdt i 1895.

### Stationsbyen
Ansager fik station på Varde-Grindsted Jernbane (1919-72). Ansager var banens største mellemstation med 3 gennemgående spor – heraf 2 med perron – og nord for hovedbygningen et læssespor til JAF foderstoffer og en svinefold. Spor 3 var læssespor for svineslagteriet, som i 1935 fik en tilbygning hen over sporet og derefter nøjedes med et stikspor. I stationens sydlige ende var der et stikspor til et skur og en siderampe. I den nordlige ende var der under Besættelsen en tørverampe.
Stationsbygningen er bevaret på Stationsvej 3. Efter nedlæggelsen af banen var bygningen posthus indtil 2012, og nu rummer den Ansager Lokalhistoriske Arkiv. Banens tracé er bevaret på 0,5 km mellem Sønderbro og Lindegade med broen over Ansager Å og 0,2 km mellem Åvænget og Vibevej.
Komponisten og musikentreprenøren Helge Engelbrecht har etableret flere musikalske institutioner i Ansager. Han startede Musikgalleriet i 1999, Mariehaven i Ansager i 2009 med "Sommersang i Mariehaven" og Mariefestivalen i 2013.